# Powązki (gmina)
Powązki – dawna gmina wiejska istniejąca na przełomie XIX i XX wieku w guberni warszawskiej. Siedzibą władz gminy były Powązki (obecnie część Warszawy).

## Historia
Gmina Powązki  powstała 13 stycznia 1867 roku w związku z reformą gminną w Królestwie Polskim. Należała do powiatu warszawskiego w guberni warszawskiej.
Gmina Powązki leżała za t.zw. Powązkowskim Polem Wojennym w kierunku Wawrzyszewa i oprócz Powązek obejmująca osady: folwark Skalszczyzna, kolonie Izabelin i Czarny Dwór, wieś Młociny B oraz folwark Parysów (leżą one na terenie dzisiejszego Żoliborza i Bielan).
Wschodnia granica między gminą Powązki a gminą Młociny biegła od granicy z Warszawą od północnej granicy katolickiego Cmentarza Powązkowskiego (w granicach Warszawy) ku północy wschodnią granicą Powązkowskich Baraków Letnich. Następnie linią krętą omijała Buraków, Słodowiec i Kaskadę (w gminie Młociny), po czym podążała na północny zachód zachodnią krawędzią Lasu Bielańskiego, obejmując Obóz Bielański i Bielańskie Pole Wojenne, lecz omijając Młociny i Wawrzyszew. Południowa granica gminy Powązki biegła ulicą Obozową, czyli północną granicą gminy Czyste i łączyła się ponownie z Warszawą na wysokości cmentarza mahometańskiego w północno-zachodnim narożniku Powązkowskiego Cmentarza. Gmina Powązki wynosiła 4104 mórg obszaru i należała do sądu gminnego Okręgu I w Łomiankach.
W rejonie gminy Powązki zdarzały się przypadki mieszkańców przesiedlonych administracyjnie za przestępstwa lub wykroczenia (za carskich czasów zsyłka do oddalonych rejonów Imperium była karą najcięższą) i już w 1862 Powązki, mimo braku stosownych praw, nazywano miasteczkiem, ponieważ według księgi meldunkowej nikt nie trudnił się już rolnictwem.
Brak informacji o dacie zniesienia gminy Powązki, ale nastąpiło to około 1877-1882 przez włączenie do gminy Młociny. 1 kwietnia 1916 Powązki, już jako część gminy Młociny, włączono do Warszawy.